# Wyeomyia subcomplosa
Wyeomyia subcomplosa is een muggensoort uit de familie van de steekmuggen (Culicidae). De wetenschappelijke naam van de soort is voor het eerst geldig gepubliceerd in 1939 door del Ponte.